# کایر پالمارو
کایر پالمارو (انگلیسی: Kaire Palmaru؛ زادهٔ ۱۱ اوت ۱۹۸۴) بازیکن فوتبال اهل استونی است.
وی همچنین در تیم ملی فوتبال Estonia بازی کرده‌است.